# Гунгуньяна
Гунгуньяна (Н'Гунгуньяна) (бл. 1850 — 23 грудня 1906) — останній великий інкосі (володар) держави Газа в 1884—1895 роках. Відомий також як Мдунгазве Нгунгуньян Нксумала і Рейнальдо Фредеріко Гунгуньяна.

## Життєпис

### Молоді роки
Син великого інкосі Мзіли. Народився, ймовірно, близько 1850 року, десь між річками Замбезі та Інкоматі, але, дуже ймовірно, на березі річки Лімпопо, біля Білені, де тоді розташовувалася резиденція його діда Сошангане. Спочатку отримав ім'я Мдунгазве («Той, хто бентежить людей»).
Дитиною виховувався як воїн. Втім після смерті діда у 1856 або 158 році почалася боротьба Мзіли з його братом Мавеве. В результаті Гунгуньяна мусив до 1864 року, коли батька міцно закріпився на троні, мандрувати околицями держави.
Згодом брав участь у батьківських походах проти бунтівних племен, а потім здійснював рейди на португальські поселення. Разом з тим намагався стати офіційним спадкоємцем. Йому протистояв зведений брат Мафемане, який отримав офіційний статус спадкоємця, оскільки його мати була головною дружиною (інкосіказе). У 1884 році внаслідок конфлікту з португальцями батько втік на північ, де невдовзі помер.

### Панування
За цим почав конфлікт з Мафемане, якого підтримав інший брат Ангана. Втім переміг обох, змусивши тікати з держави. Посів трон, змінивши ім'я на Гунгуньяна («Лев Гази»), перенісши столицю до Манджакадзе. 1885 року підтвердив чинність угоди 1861 року, за якою Газа визнавалася васалом Португалії. В цей час завершилася Берлінська конференція, де державу Газу було визнано володінням Португалії. 1887 року Португалія домовилася з Німеччиною про делімітацію кордону, відповідно до якого Португальська Східна Африка повинна була з'єднатися з Португальською Західною Африкою.
Португальська адміністрація планувала мирним шляхом підкорити Газу. тому спершу призначила туди постійного резидента Жозе Касалейру де Алегрію. Разом з тим британці почали рух в долину річки Лімпопо.
1887 року було укладено нову угоду про васалітет гази, за яким португальці отримали право вільного пересування країною, а Гунгуньяну надано звання полковника. Разом з тим інкосі почав перемовини з Сесілем Родсом, намагаючись отримати через нього британську підтримку. За угодою з останнім в обмін на 1 тис. рушниць та щорічну грошову допомогу британським торгівцям надано право пошуку та використання корисних копалень та прохід до моря. Завдяки цьому у 1890 році вдалося стикнути між собою Велику Британію та Португалію, кожна з яких претендувала на усі володіння Гази.
Втім у червні 1891 року через таємну угоду британців й португальців Гунгуньяні було відмовлено в британській військовій допомозі. Водночас португальці намагалися поступово перетягнути на свій бік васальні племена інкосі. Наслідком цього стали постійні конфлікти, що почилилися з 1893 року.
У серпні 1894 року почалася відкрита війна. війська Гази взяли в облогу Лоренсо-Маркеш, захопивши 14 жовтня саме міста та взявши в облогу фортецю. Лише застосування корабельної артилерії змусило війська Гази відступити. За цим Гунгуньяна оголосив загальну мобілізацію.
У січні 1895 року португальці перейшли у наступ. 2 лютого у запеклій битві біля Марракуени війська Гази зазнали поразки. Втім втрати змусили португальський загін відступити до Лоренсо-Маркешу. За цим Гунгуньян почав перемовини з британцями щодо визнання їх протекторату. Разом з тим відправив посольство до Лоренсо-Маркеша, пропонуючи Португалії укласти новий мирний договір. У відповідь 14 липня португальський комісар Антоніу Енеш висунув ультиматум про капітуляцію інкосі.
У серпні було вирішено почати нову кампанію проти Гунгуньяни. Португальські війська мали наступати трьома колонами: одна вздовж Інкоматі, друга вздовж річки Лімпопо і третя, що спускалася з Інхамбане річкою Інгаррім. Місцем зустрічі цих трьох колон був би Манджакадзе. Завдяки застосуванням кулеметів та гармат у битві на рівнині Магул португальці здобули переконливу перемогу. Незважаючи на це Гунгуньян відправив нове посольство до британського резидента в Дурбані, але марно.
7 листопада у битві біля Кулели війська на чолі із Гунгуньяном зазнали цілковитої поразки. 11 листопада португальці захопили та сплюндрували столицю Гази. 28 н=грудня в Чайміте без опору інкосі здався португальцям. Втім спротив загарбникам тривав до 1897 року. Західні володіння відійшли до Південно-африканської республіки, на півночі отаборилися британці.
Самого Гунгуньяну 1896 року було відправлено до лісабону, а потім того ж року перевезено на острів Терсейра, де той помер там 1906 року.